# Sematophyllum subsecundum
Sematophyllum subsecundum là một loài Rêu trong họ Sematophyllaceae. Loài này được (A. Jaeger) Broth. miêu tả khoa học đầu tiên năm 1925.